# Волчьи Ямы (Псковская область)
Во́лчьи Я́мы — деревня в Краснопрудской волости Псковского района Псковской области России.
Расположена в 8 км к востоку от волостного центра Кирово, южнее деревни Зайцево.

## Население
| 2001 | 2002 | 2010 |
| ---- | ---- | ---- |
| 42   | ↘34  | ↘24  |

## История
С 1918 до 1928 года деревня была центром Волчеямского сельсовета, переименованного в 1928 году в Рашнёвский сельсовет (по д. Рашнёво), который в 1954 году был включён в Москвинский сельсовет. С 1995 до 2010 года входила в Москвинскую волость; с 1 января 2011 года — в Краснопрудскую волость.